# Псевдогиним

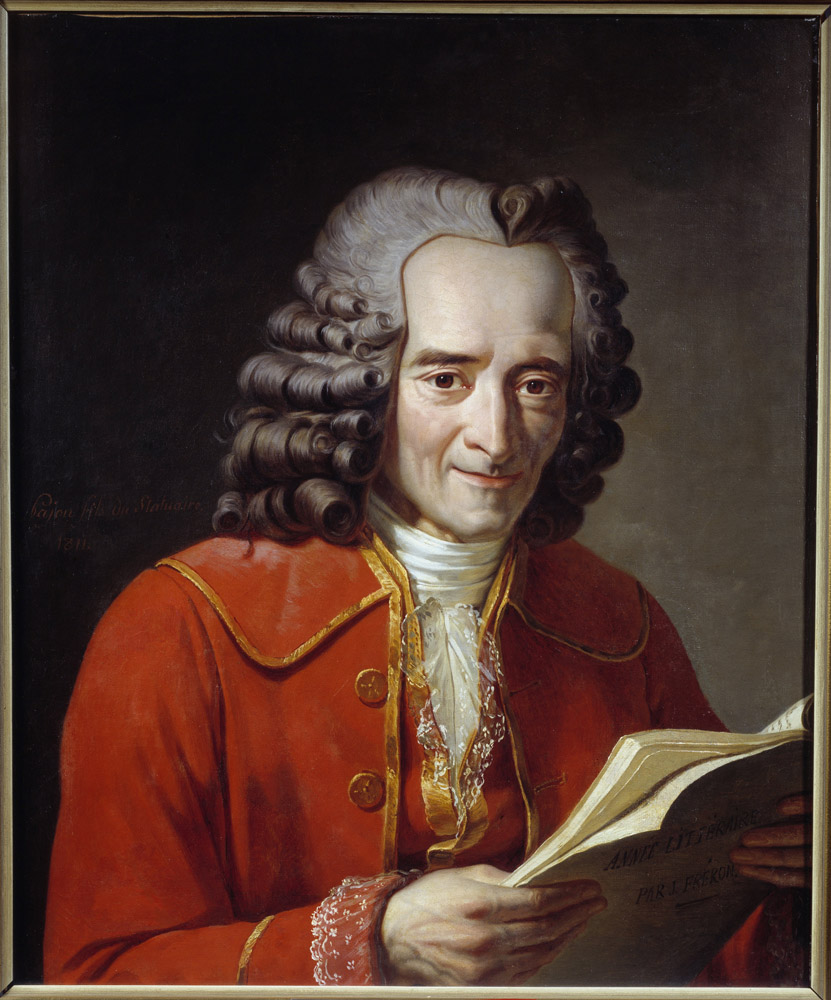
Портрет Вольтера кисти Жака Огюстена Пажу. Великий писатель и философ не только использовал псевдогинимы, но и сам стал жертвой мистификации с их использованием

Псевдогини́м (др.-греч. ψευδώγυνυμος, от ψευδής — «ложный» + γυνή — «женщина» + он (оним)) — женское имя или фамилия, взятые автором-мужчиной в качестве псевдонима. Противоположное понятие — псевдоандроним. Литературовед Валентин Дмитриев отнёс псевдоандронимы и псевдогинимы к псевдонимам, которые содержат в себе «ложные характеристики». В таком случае любой «псевдоним, если к нему присоединялась „легенда“, т. е. придуманное жизнеописание, или указывались иные, чем у настоящего автора, пол, либо национальность, либо профессия, либо звание, становился литературной маской».
Валентин Дмитриев отмечал, что в истории литературы множество раз встречались примеры использования мужчинами женских имён. Французский писатель и философ эпохи Просвещения Вольтер (имя при рождении Франсуа-Мари Аруэ) неоднократно использовал псевдогинимы: Вдова Дени (по имени племянницы), Фатима, Прекрасная Дама, Катрин Ваде. Его современник, поэт Поль Дефорж-Майяр (Paul Desforges-Maillard) подписал именем юной бретонской поэтессы мадемуазель Малькре де ла Винь (Mlle Malcrais de la Vigne) стихи, которые он отправил в парижский журнал «Mercure de France». До этого, в 1732 году, французские издания отвергли его предыдущие стихи, в связи с чем Дефорж-Майяр и прибег к литературной мистификации. На этот раз поэта ждал успех у публики и критики; на дебютную публикацию доброжелательно отозвался Вольтер, который послал Малькре де ла Винь приветственное поэтическое послание. В 1735 году Дефорж-Майяр издал от имени вымышленной поэтессы сборник «Стихотворения мадемуазель Малькре де ла Винь» (Poésies de Mlle Malcrais de La Vigne). Книга «бретонской музы» пользовалась значительным успехом, но после того как мистификация была раскрыта, критика язвительно подчёркивала её литературные недостатки. Французский поэт и драматург Пирон в одном из эпизодов своей комедии в стихах «Метромания, или поэт» (Le métromanie, ou le Poète) откликнулся на эту ситуацию и высмеял лишённого дарования поэта, скрывшегося за женским именем. Среди его критических выпадов против бездарных поэтов были такие стихи: «Я выступаю там под именем бретонки… // В восторге все твердят: „Её стихи так тонки!“ // Под маскою женскою я нравлюсь даже тем, Кто ранее бранил язык моих поэм».
Писатель и издатель Ретиф де ла Бретонн опубликовал от женского имени несколько своих произведений: «Мимограф, или Мысли честной женщины о реформе национального театра» (La Mimographe, on Idées d’une honnête femme pour la réformation du théâtre national; 1770), «Гинограф, или, или Мысли двух честных женщин о плане урегулирования, предлагаемом для всей Европы с целью поставить женщин на своё место и способствовать счастью обоих полов» (Les Gynographes, ou Idées de deux honnêtes femmes sur un projet de règlement proposé à toute l’Europe pour mettre les femmes à leur place et opérer le bonheur des deux sexes; 1776). В 1803 году литератор Шарль де Вандербур опубликовал книгу под названием «Стихотворения Клотильды», «первой французской поэтессы» Клотильды де Сюрвиль (Clotilde de Surville), якобы жившей в XV веке. Предполагается, что автором сборника является её потомок Жорж де Сюрвиль, погибший в годы революционного террора. В 1820-е годы эту литературную мистификацию продолжил писатель и библиофил, мастер стилизации Шарль Нодье, издавший в 1826 году от имени поэтессы «Неизданные стихи Клотильды де Сюрвиль». Проспер Мериме неоднократно прибегал к литературным мистификациям. При представлении обществу первой из них он воспользовался женским именем. Так, он написал несколько драматических пьес и напечатал их под заглавием «Театр Клары Гасуль» (Théâtre de Clara Gazul; 1825), заявив в предисловии, что автором пьес является современная неизвестная испанская актриса странствующего театра Клара Гасуль. При этом Мериме особо и не скрывал своего авторства.
Псевдогинимы активно использовались в прессе (например, в США) с целью повысить тиражи среди читательниц. Английский журналист Уильям Коннор (William Connor) на протяжении более трёх десятков лет подписывал свои статье в лондонской газете «The Daily Mirror» именем Кассандра (Cassandra) — псевдонимом, отсылающим к одноимённой троянской царевне в древнегреческой мифологии, которая была наделёна Аполлоном даром пророчества и предвидевшая гибель Трои. За отказ во взаимности бог сделал так, что предсказаниям Кассандры никто не верил.

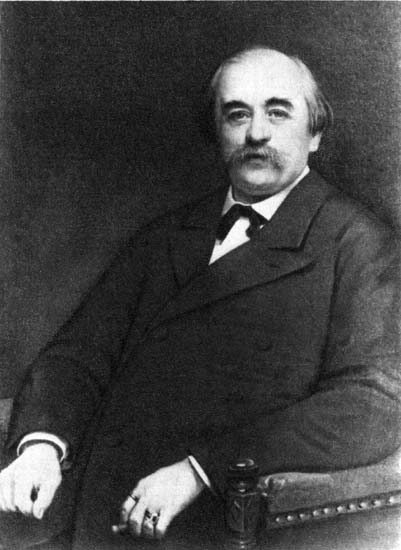
Григорий Данилевский

Многочисленные примеры использования псевдогинимов зафиксированы в истории российской культуры. Статс-секретарь российской императрицы Екатерины II Александр Храповицкий издавался в сатирических журналах под различными псевдонимами, среди которых были: Олимпиада Сердцекрадова, Агафья Хрипухина, Акилина Трещоткина, Василиса Топтоногова. Литераторы Иван Бецкий и его друг Сергей Миллер выдавали себя в печати за женщин. Бецкий (Надежда Василькович) даже сопроводил стихотворение для Натальи Василькович, за которой скрывался Миллер, посвящением — «Сестре моей Н-е». Поэт, публицист и писатель-беллетрист Григорий Данилевский прибег к подобию той мистификации, с которой ранее вошёл в историю Дефорж-Майяр. В 1853 году в журнале «Пантеон» отказались от публикации стихов начинающего поэта Данилевского. В ответ он направил в редакцию пространную поэму «Адвокатство женщины», к которой было приложено письмо. В нём сообщалось, что автором произведения является шестнадцатилетняя поэтесса, Евгения Сарафанова, живущая в глухой провинции. Не имея возможности учиться, она получила самообразование посредством чтения книг. По совету знакомого учителя она решила обратиться в издание, которое известно своим великодушием к женщинам-дебютанткам на литературном поприще. В связи с этим она направляет свой труд с надеждой на снисхождение. Заканчивалось послание припиской: «Ответа мне не надо. Напечатаете — буду в восторге; отвергнете — тихо перестрадаю». Редакция откликнулась на просьбу и поместила отрывки из поэмы в одном из выпусков. В ответ «поэтесса» попросила прислать ей гонорар, так как она «девушка бедная». И на этот раз издание пошло навстречу просьбе «молодого таланта», передав через Данилевского, принесшего письмо в редакцию, авторские, предназначенные для неё. Позже он сам разоблачил мистификацию, а поэма стала включаться в собрания его сочинений. Лев Толстой в 1863 году пытался опубликовать высокоценимый им короткий рассказ «Сон» (первая публикация — 1921) в газете «День» Ивана Аксакова под псевдонимом Н. О. (инициалы Натальи Петровны Охотницкой, обедневшей дворянки, проживавшей у его тётки Татьяны Александровны Ергольской). Аксаков, не узнавший автора, ответил госпоже Охотницкой, что рассказ («статейка») не может быть опубликован, так как несмотря на то, что для пробы пера он неплох, содержание слишком туманно и не будет понятно для читателей. Часто за женским именем скрывались сотрудники сатирических, юмористических журналов (так, среди псевдонимов Льва Никулина был псевдогиним Анжелика Сафьянова, представленная как дочь сенатора и внучатая племянница Козьмы Пруткова). Нередко использовали их и поэты (например, Валерий Брюсов — Нелли, Владислав Ходасевич — Елена Арбатская, Эдуард Багрицкий — Нина Воскресенская). Один из последних примеров использования псевдогинима — издание в период с 2008 по 2011 годы трёх романов Бориса Акунина, вышедших за подписью Анны Борисовой.